# Indigo (atriz)
Indigo (Alyssa Ashley Nichols, Los Angeles, Califórnia, 25 de junho de 1984) é uma atriz de TV norte-americana.
Sua primeira aparição conhecida na TV foi aos 11 anos, interpretando Julie no seriado Minor Adjustments. Atuou também em Crossing Jordan, Chicago Hope, Judging Amy, N.Y.P.D. Blue e Boston Public.
Atuou também em Buffy the Vampire Slayer, como a assassina Rona e atualmente interpreta a filha da traficante Heylia James, Vaneeta, na premiada série Weeds.